# Варис Дирије
Варис Дирије (сомалски: Waris Diiriye; Сомалија, 1965) је сомалијска манекенка, књижевница, глумица и активиста за људска права у борби против гениталног сакаћења жена. Од 1997. до 2003. била је специјални амбасадор Уједињених нација. Године 2002. основала је сопствену организацију у Бечу — Фондацију пустињски цвет (енгл. Desert Flower Foundation).
Варис је и сама била жртва гениталног сакаћења. Своје искуство и успон од сиромашне девојчице до светски познате манекенке и активисткиње описала је у књизи Пустињски цвет.

## Ране године
Варис Дирије рођена је 1965. године у номадској породици која живи у региону Галкајо, у сомалској пустињи близу границе са Етиопијом. Сиромашна држава на истоку Африке, познатија као Рог Африке, , нехумани услови живота и низак степен културне развијености значајно су обележили њено детињство и од самог рођења значајно отежала њен живот.
Са непуних пет година подвргнута је нехуманом поступку сакаћења гениталија. Ова ужасна традиција и данас се практикује широм света, међу муслиманима и хришћанима.
Са 13 година побегла је из наметнутог брака са мушкарцем који је имао 60 година и могао јој је бити деда. Након авантуристичког бекства кроз пустињу стигла је до Могадиша, а одатле до Лондона. Како је њен ујак постао сомалијски амбасадор у Уједињеном Краљевству, запослио ју је као чистачицу у амбасади. Када је ујак морао да се врати у Сомалију Варис је из амбасаде и неписмена и без знања енглеског језика живела на улицама Лондона као бескућница. Није знала језик нити познавала град, јер јој није било дозвољено да напушта амбасаду. После две године живота на улици, нашла је посао као чистачица у Мекдоналдсу, истовремено учећи језик, али и читање и писање.

## Манекенска каријера
У 18. години открио ју је чувени британски фотограф Теренс Донован, што је био почетак њене каријере. Врло брзо постала је светски позната манекенка. Само четири године касније, 1987. нашла се на насловници ексклузивног Пирели календара, заједно са младом и тада још непознатом девојком Наоми Кембел. Исте године појавила се у филму о Џејмсу Бонду. Појавила се на модним пистама Париза, Милана и Њујорка, у рекламним кампањама врхунских козметичких брендова, међу којима Ревлон и Шанел и у водећим модним часописима као што су Ел, Гламур и Вог. О њој је 1995. године снимљен документарни филм Номад у Њујорку.

## Друштвени активизам
Велики број претежно афричких држава деценијама уназад подржава генитално сакаћење или обрезивање жена, коме је и Варис била изложена. Корени ове традиције налазе се у патријархалним друштвеним структурама, а сам чин обрезивања усвојен је као начин контроле женске сексуалности и заштита од губитка невиности. Оваква интервенција оставља бројне физичке и менталне последице по саму жртву. Већина племенских заједница и данас присваја овај чин као део сопствене традиције. Према подацима Уједињених Нација, више од 8.000 девојчица су свакодневно жртве овог застрашујућег чина.
Варис Дирије је данас борац против овог чина и борац за људска права. Године 1997. тадашњи генерални секретар Уједињених нација Кофи Анан именовао ју је за специјалног амбасадора Уједињених нација за борбу против гениталног сакаћења жена. Пропутовала је свет ширећи глас, како би ова застрашујућа традиција престала да постоји. Учествовала је на бројним конференцијама, упознала многе значајне и успешне људе и задобила њихову подршку у својој борби. Године 2002. основала је сопствену фондацију под именом Фондација Варис Дирије (Waris Dirie Foundation) са седиштем у Бечу и од тада прикупља новац за сопствене пројекте. Касније је променила име у Фондација Пустињски цвет (Desert Flower Foundation).

## Награде
За свој рад Варис Дирије добила је многобројне престижне награде, између осталих:
- године 1998. добила је награду Women of the Year магазина Гламур,[9]
- добитница је награде Women’s World Award, коју јој је 2004. уручио Михаил Горбачов,
- Никола Саркози јој је 2007. уручио француски Национални орден Легије части,
- Светска Демографска Асоцијација ју је номиновала за награду Prix des Générations 2007,[10]
- Мартин Бубер Фондација номиновала за Златну Медаљу Мартина Бубера...

Варис Дирије добитница је још многих награда.

## Варис Дирије на филму
Године 1987. добила је мању улогу у филму о Џејмсу Бонду Дах смрти, у коме је Бонда играо Тимоти Далтон.
Њена манекенска каријера забележена је у Би-Би-Си-јевом документарцу Номад у Њујорку из 1995. године.
У марту 2008. у Џибутију је почело снимање филма Пустињски цвет. Снимање је настављено у Лондону, Берлину и Њујорку. Филм је заснован на истоименој књизи Варис Дирије. Када је 1998. књига изашла из штампе, свет је био шокиран. Бивша манекенка, супермодел прича своју животну причу која одузима дах, описујући своје невероватно путовање од номадског живота у пустињама Сомалије до најпознатијих светских модних писта. Ово је био сан и ноћна мора у исто време. У Њујорку, на врхунцу своје каријере, она у интервјуу говори о пракси сакаћења женских гениталија које је морала да трпи када је имала пет година. Варис одлучује да оконча своју каријеру модела и посвети живот борби против овог архаичног ритуала. Улоге у филму тумачили су углавном глумци аматери, а Варис је била асистент продуцента.